# 新安镇 (德清县)
新安镇是中华人民共和国浙江省湖州市德清县下辖的一个镇。

## 行政区划
新安镇下辖以下村级行政区划单位：
新安社区、百富兜村、城头村、舍南村、舍东村、舍西村、新桥村、舍北村、勾里村、下舍村、孙家桥村和西庙桥村。